# 楠蒂科克 (紐約州)
楠蒂科克（英語：Nanticoke）是位于美国纽约州布鲁姆县的一个镇，地处布鲁姆县西端、宾汉姆顿西北。2010年美国人口普查时，该镇有1672人。其名称来源于美洲原住民的语言。最早的定居者于1793年左右到达此地。1831年，该镇从莱尔镇分出。